# Rosario Lo Bue
Rosario Salvatore Lo Bue (Corleone, 9 aprile 1943) è un mafioso italiano.
Mentre lavorava ufficialmente come pastore, eseguiva le attività di pizzo e intimidazione e, considerato capomafia del clan dei Corleonesi, nel 2015 è stato arrestato dai carabinieri di Corleone e di Monreale nell'operazione "Grande Passo 3" e condannato definitivamente a 15 anni di reclusione. Il suo successore nella famiglia di Corleone sarebbe stato Giovanni Grizzaffi. Tuttavia, già nel 2001 è stato condannato a sei anni per associazione mafiosa, partecipando alle illecite attività della famiglia dei Corleonesi, invece è stato nuovamente arrestato nel 2008 nell'operazione "Perseo", perché faceva parte, tra l'altro, della commissione provinciale mafiosa.
Il fratello Calogero Giuseppe nel 2007 è stato condannato a 8 anni di carcere per aver favorito la latitanza di Bernardo Provenzano e nel maggio del 2019 alla famiglia Lo Bue sono stati sequestrati beni dal valore di 1,5 milioni di euro, provvedimento emesso dalla sezione Misure di prevenzione del Tribunale di Palermo. Il figlio Leoluca è stato arrestato nel 2016 a dieci anni di prigionia per estorsione aggravata e associazione mafiosa. Quest'ultimo, stava investendo nel mercato dei fotovoltaici con Manilo Nicastri, figlio di Vito Nicastri, entrambi arrestati perché vicini ai clan trapanesi.

## Le indagini
Secondo le indagini coordinate dalla Direzione distrettuale antimafia di Palermo, i Lo Bue hanno beneficiato dei prestanome Biaga Duval e Antonello Marcello Mancuso, proprietari di aziende agricole e di allevamento di bestiame, mantenendo rapporti commerciali con gli altri esponenti di Cosa Nostra e partecipando a bandi per lo sviluppo rurale dell'Ismea. La famiglia gestiva un importante settore nel mercato agroalimentare: dall'acquisto di capi di bestiame, al macello e infine alla grande distribuzione. Attraverso un'intercettazione, la Dda ha individuato un accordo tra i Corleonesi per uccidere il ministro Angelino Alfano. Di conseguenza, i carabinieri di Monreale e Corleone hanno arrestato diversi accusati, tra cui Rosario Lo Bue.
Nel corso delle indagini, è stato individuato un progetto omicidiario, organizzato dai Corleonesi, verso un soggetto successivamente identificato. L'omicidio sarebbe stato commissionato per 3.000 euro da due commercianti di Chiusa Sclafani, a Vincenzo Pellitteri e Pietro Paolo Masaracchia, a causa di un dissidio tra la vittima e i committenti. Il progetto è stato interrotto dall'arresto di Masaracchia.
In aggiunta, è stato individuato un altro piano, anch'esso mai realizzato: un progetto per la raccolta del latte, che coinvolgeva degli agricoltori trapanesi e degli imprenditori romani non identificati. Probabilmente non fu mai realizzato perché la struttura di contrada Noce di Corleone, scelta dai Lo Bue, era sproporzionata rispetto al quantitativo di latte che sarebbe stato raccolto nella zona, con costi ritenuti difficili da sostenere.
Nell'anno precedente, tramite delle intercettazioni, si è scoperto che il gruppo mafioso di Chiusa Sclafani, appartenente al mandamento dei Lo Bue, stava organizzando un arsenale di armi, successivamente rinvenute. Per questo motivo, la Direzione distrettuale antimafia di Palermo ha arrestato il gruppo di fuoco.